# Reebok
«Reebok» — американська компанія з виробництва спортивних товарів. Заснована в 1958 році у місті Болтон, Англія. Штаб-квартира розташована в передмісті Бостона — Кентоні (штат Массачусетс, США).

## Історія компанії

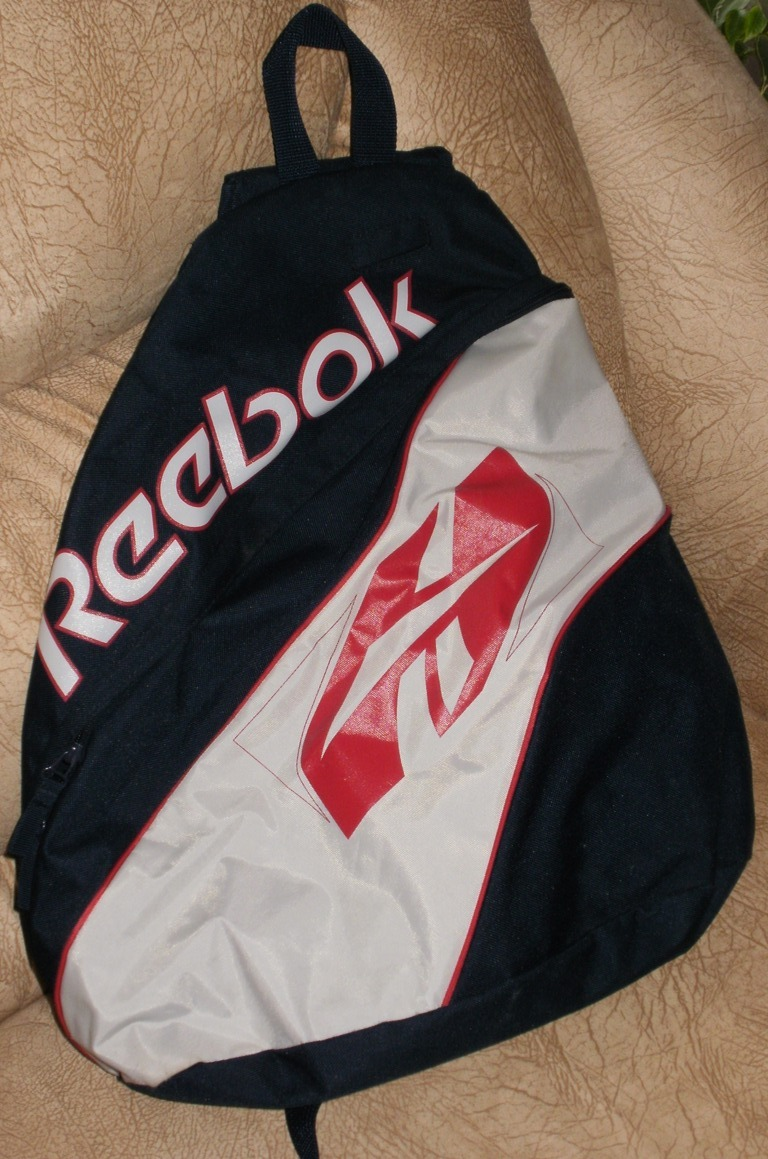
Рюкзак фірми Рібок

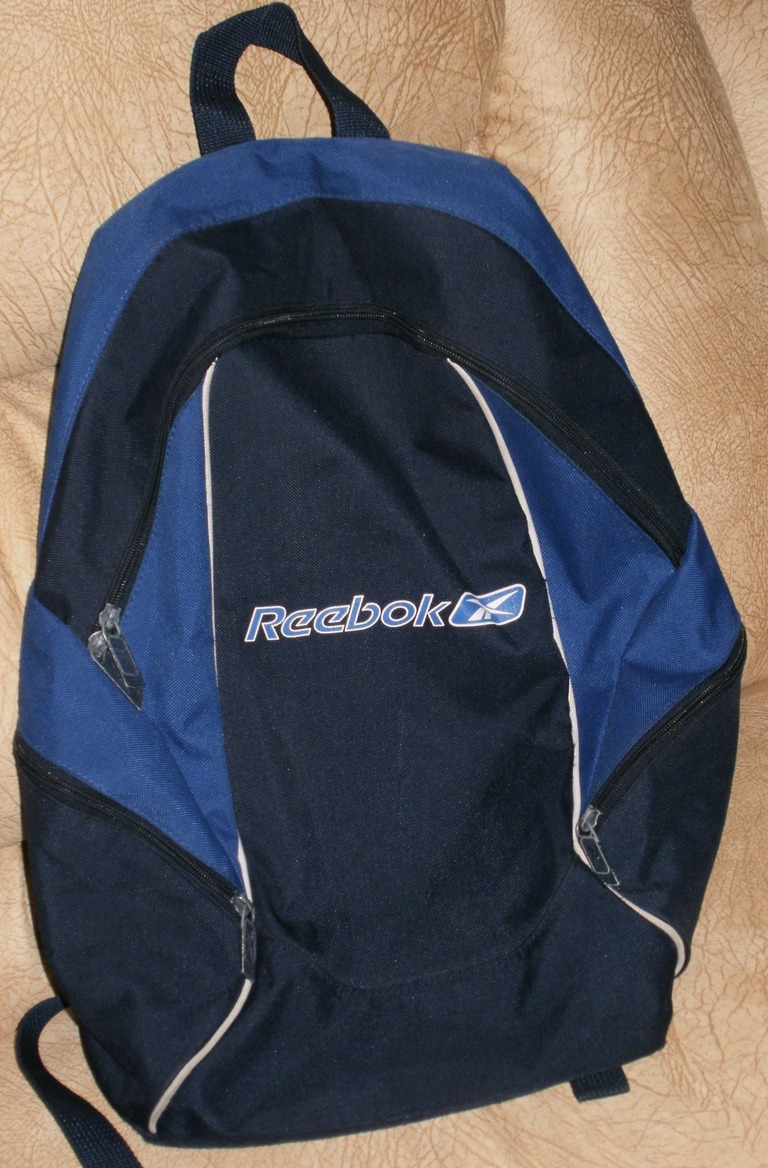
Рюкзак фірми Рібок

- 1895 — Джозеф Вільям Фостер (Болтон, Англія) виготовив перше шиповане взуття.

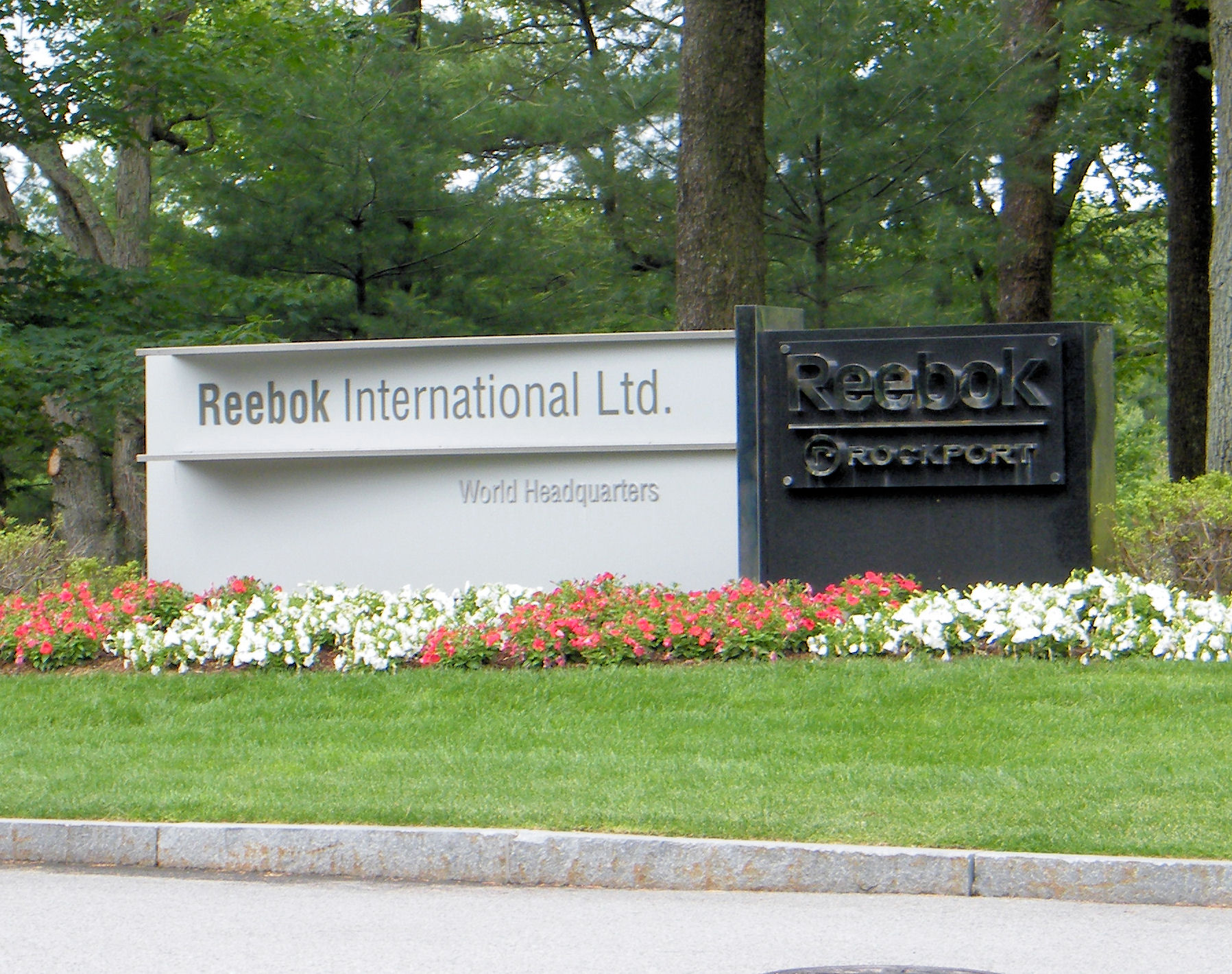
Вітальний знак при в'їзді на територію головного офісу компанії в США

Засновник Компанії — Джозеф Вільям Фостер, стає членом місцевого клубу любителів бігу «Праймроуз Харрієрз» і гарячим шанувальником цього виду спорту. Разом з інтересом Джозефа до бігу, росте і його бажання придбати собі пару якісного спортивного взуття. Небагатий асортимент пропонованого взуття і відсутність виробників, здатних допомогти Джозефу здійснити його мрію, підказали йому просте рішення — виготовити таку пару самому. По професії Джозеф був шевцем, а винахідливості його можна було позаздрити, і ось з'являються перші бігові туфлі «Фостер» на шипах (Джозеф приладнав декілька цвяхів до підошов своїх туфель). Перша назва Компанії — «J. W. Foster & Co».
- 1904 — В місті Глазго Альфред Шрабб виграє забіг на 10 миль, з приголомшуючим на ті часи результатом 50 хв. 40 сек., який був світовим рекордом і залишався національним рекордом Великої Британії впродовж 30 років. На ногах у переможця були кросівки фірми «J. W. Foster & Co»
- 1906 — Компанію перейменовано у «J. W. Foster & Sons», у зв'язку з народженням синів у засновника компанії.
- 1908 — Бігові туфлі Фостера виготовлялися уручну на фабриці, яка називалася «Олімпійські майстерні». При розробці моделей взуття враховувалися особливості того або іншого виду бігу (умовне розділення категорій на колекції):

1. для бар'єрного бігу на частині п'яти були передбачені шипи;
2. для бігу по нерівній місцевості — ремінці для підтримки гомілковостопного суглоба;
3. була сконструйована модель для бігу на середні дистанції;
4. модель для занять в приміщенні.

- 1909 — Крім індивідуальних примірок в майстерні, Фостером була запропонована нова система обслуговування. Спортсмен обкреслював контур своєї стопи і присилав в майстерню Фостера з вказівкою проведених обмірів. Це була перша спроба забезпечити кожного бігуна взуттям, виконаним по індивідуальному замовленню і відповідно до побажань спортсмена. (Перша вимірювальна таблиця і розмірна шкала).
- 1924 Олімпійські ігри у Франції в Парижі. Відомі фахівці в області бігових дисциплін Карл Абрам і Керол Модел розповідали, що вони бігли у взутті Фостера, неначе їх переслідував вогонь. Вже в цей час, та і в подальші роки, більшість спортсменів використовували шиповані кросівки, «виготовлені уручну „Стариною Джо“ і його досвідченими майстрами, які могли зробити відмінно взуття і добре розуміли, що необхідне кожному спортсменові» (ця цитата вперше згадувалася в 1925 році).
- На початку 30-х років компанія «J. W. Foster & Sons» була відома у себе в країні, як найстаріша і провідна компанія по виробництву спортивного взуття. Поступово починає розширюватися і асортимент продукції, що випускається. Тепер крім взуття для бігу компанія виготовляє взуття для боксу, хокею, регбі, спортивної ходьби, футболу. Так само була запропонована колекція взуття для велосипедистів, яке включало як моделі, призначені для велосипедних прогулянок, так і моделі для перегонів. У цьому взутті виступав рекордсмен світу Грег Херріс.
- 1948—1952 — продовження сімейних традицій знайшло своє втілення в синах Джеймса — Джозефі і Джефрі (внуках засновника компанії), які починають навчатися майстерності в «Олімпійських майстернях».
- До 1958 року компанія значно розрослася. Для подальшого прогресивного розвитку була потрібна серйозна реорганізація.
- У 1958 р. Джозеф і Джефрі запускають у виробництво нову модель спортивного взуття «Mercury». Компанія була перейменована і недовгий час називалася «Mercury Sports Footwear».
- 1960— Джозеф і Джефрі Фостер знову змінюють назву компанії на — Reebok (від швидконогої африканської антилопи з гострими рогами)
- 1960—1979 — Reebok розширив своєю діяльність в Європі, з того часу компанія офіційно іменується Reebok International, головний офіс компанії розташовується в Болтоні.

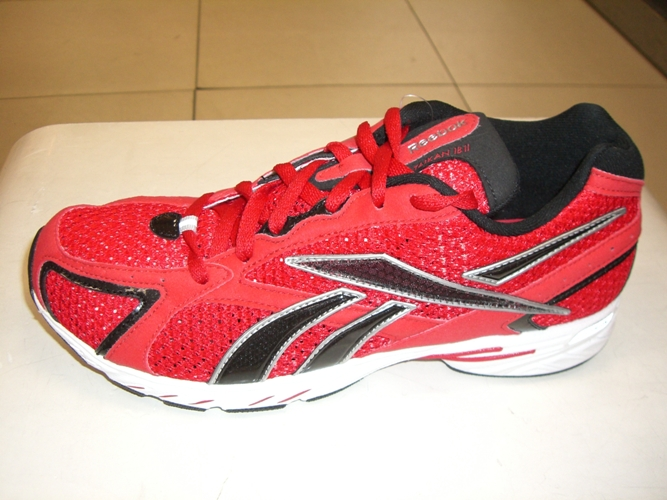
Кросівок фірми Рібок

- У 1979 р. Reebok у складі британської делегації взяла участь в Міжнародній промисловій виставці в Чикаго. Саме там Пол Файерман, американський торговець туристичним спорядженням, звернув увагу на продукцію компанії Reebok. Дизайн і якість, представленій продукції фірми йому сподобалися, і незабаром він підписав дистриб'юторську угоду з Джо Фостером і отримав право представлення товарів фірми Reebok в США.
- 1982 — захопленням жінок США стала аеробіка. Компанія Reebok швидко відреагувала на запити споживача і представила на ринку моделі «Freestyle» і «Princess». Це були перші моделі, розроблені спеціально для жінок. Успіх моделей перевершив всі очікування. Але Пол Файерман не обмежився новинками в області дизайну, він ввів новації і в області комерції, посилаючи своїх агентів в спортивні зали, де кожному інструкторові була дарована пара кросівок. Таким чином, інструктор рекламував модель і ще отримував відсоток від продажів. Саме ці два буми в Америці дозволили Полу Файерману згодом викупити компанію у внуків Фостера.
- 1985 - Цього року Пол Файерман викупляє компанію у Джо Фостера (молодшого) і об'єднує американську компанію і Reebok International в одну компанію Reebok International Ltd. Компанія перестає бути приватною і стає акціонерною. (Пол Файерман утримувач 16 % акцій). Акції Reebok вводяться в біржові котирування Уолл-стріт (за 9 подальших років курс акцій компанії зріс у 9 разів!) і до 1986 р. компанія зареєстрована на Нью-Йоркській фондовій біржі.

Компанія Reebok починає масовий випуск одягу і аксесуарів.
- 1986—1988 В період між 1986 і 1988 рр. компанія Reebok вдало вкладає свої прибутки, купивши компанії: Avia (в деякому розумінні конкурент по виробництву моделей для аеробіки і бігу) і Rockport, чиї туфлі і мокасини мають імідж консервативності, спортивності і престижу одночасно. Моделі марки Rockport дозволили компанії Reebok розширити свій асортимент і поліпшити позиції в категоріях, де Timberland був законодавцем моди .
- 1987 Reebok розширює асортимент продукції, що випускається, приступаючи до виробництва баскетбольних моделей.
- У 1989 році компанія Reebok представила на ринку систему підкачки Pump. У різних частинах кросівка розташовані повітряні камери, в «язичок» вставляється невелика кулька з латексу. При його натисненні в повітряні камери нагнітається повітря, і це забезпечує гармонійне «підстроювання» такого взуття під індивідуальну особливість стопи. 27 жовтня 1992 року Державне бюро патентів США видало Reebok патент на цей винахід.
- 1993 — компанія Reebok міняє свій логотип. Британський прапор поступається місцем логотипу у вигляді вектора (дизайн вектора розроблений компанією «Лео Бернет»). Це було пов'язано з тим, що уряд Великої Британії забороняє використовувати національну символіку в рекламних цілях.
- У 2006 році відбулося злиття з Adidas. В серпні 2005 Adidas-Salomon AG, один з найбільших конкурентів Reebok, оголосив про придбання фірми за 3,8 мільярди USD. До трансакції офіційно дійшло 31 січня 2006 року, хоча преса писала про це вже 20 січня 2006 року. Вартість трансакції оцінюється в 3,1 млрд. € (близько 4,4 млрд. USD).

## Логотип

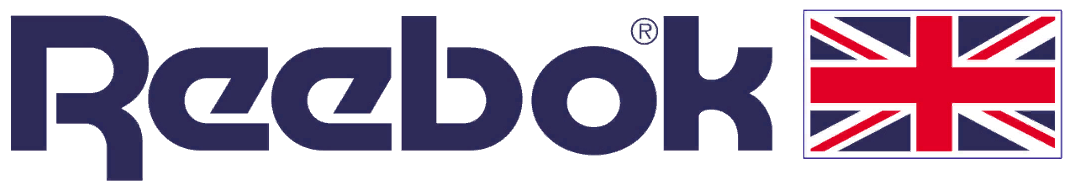
1977–93
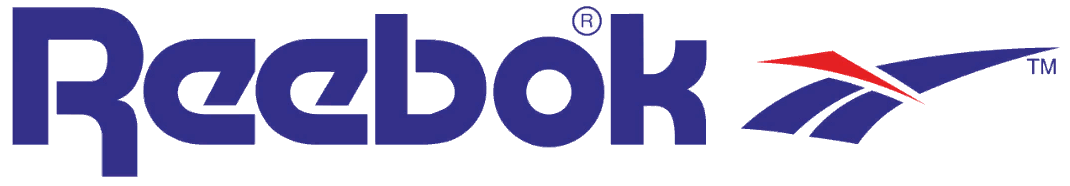
1993–97
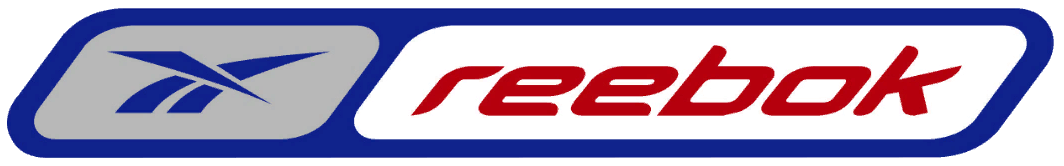
2000–05
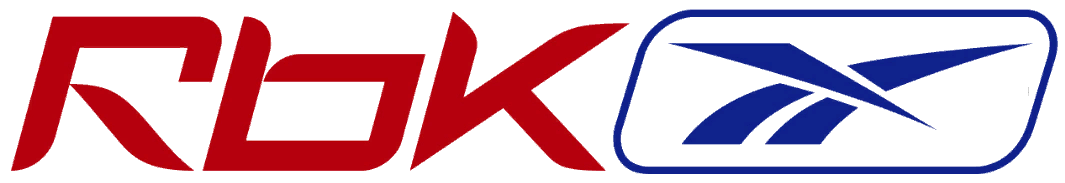
2005–08
2008–14
2014–19
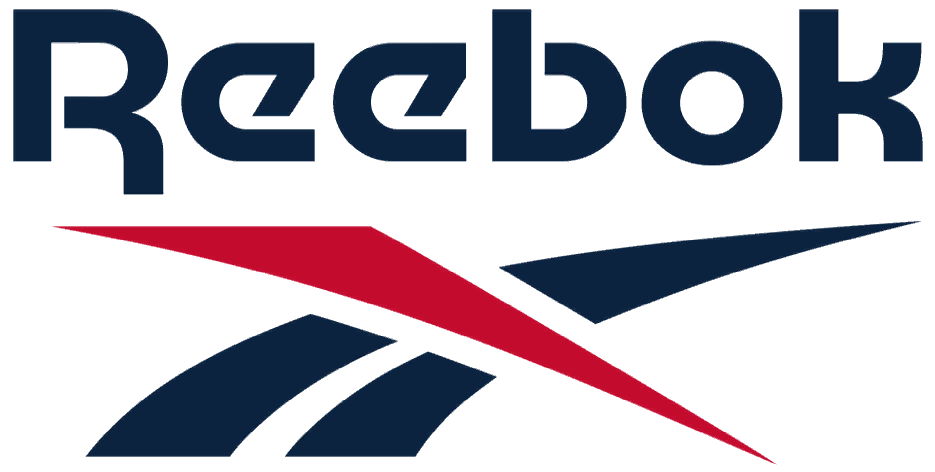
2019–

## Рекламна діяльність
Reebok — великий рекламодавець, в основному компанія укладає контракти із зірками НХЛ і НБА, але останнім часом освоюється на футбольному ринку. Основні зірки, з якими компанія уклала індивідуальні рекламні контракти, — Андрій Шевченко, Ікер Касільяс, Тьєрі Анрі, Яо Мін, Аллен Айверсон, Льюїс Гамільтон, Олександр Овечкін, Ніколас Альмагро. Контракти з Reebok є і у таких футбольних клубів, як ЦСКА і Болтон Уондерерз.
23 червня 2010 року компанія Reebok підписала з Джоном Уоллом контракт на суму 25 млн. доларів на 5 років, оголосивши його новим обличчям компанії, раніше воно належало Аллену Айверсону.
Своєрідною рекламою можна вважати пісню (не вказану на обкладинці) Братів Гадюкіних з альбому Було не любити, яка починається після закінчення пісні "«Карпати» програли футбол", в якій Кузьминьський співає під музику у стилі коломийок про "Фірму Рібок".

## Скандали
В кінці вересня 2011, після розслідування проведеного Федеральною комісією з торгівлі США, «Reebok» заплатили 25 мільйонів доларів США компенсації  на користь покупців, яких було введено в оману недостовірною рекламою про особливі якості, які начебто мають кросівки Easy Tone і Run Tone.

## Виноски
1. ↑  Reebok покарали на $ 25 мільйонів за брехливу рекламу кросівок. Архів оригіналу за 29 жовтня 2011. Процитовано 29 вересня 2011.